# Carrie Henn
Caroline Marie „Carrie” Henn (n. 7 mai 1976, Panama City) este o profesoară americană, cunoscută pentru interpretarea unui copil într-unul din rolurile principale ale filmului Aliens - Misiune de pedeapsă din 1986.

## Viața personală
Caroline Henn s-a născut în anul 1976 în Panama City, Florida. Este sora lui Christopher Henn. În prezent ea este căsătorită cu Nathan Kutcher și are un copil.

## Cariera în film
În anul 1986, un casting pentru film a venit la școala acesteia și a invitat-o să facă repetiții pentru filmul Aliens. Din 200 de copii, ea a fost aleasă pentru a interpreta rolul lui Newt. A jucat alături de fratele ei, Christopher Henn. În 1992 a apărut filmul Alien 3, dar ea nu a putut interpreta din nou rolul lui Newt din cauza vârstei. A fost înlocuită de Danielle Edmond, aceasta interpretând rolul lui Newt pentru începutul filmului.

## Filmografie
- Aliens (1986)

## Premii
- Premiul Saturn pentru cel mai bun actor tânăr